# Antoni Gaudí
Antoni Gaudí i Cornet (født 25. juni 1852 i Reus, død 10. juni 1926 i Barcelona) var en catalansk arkitekt, der var kendt for en meget original stil. Gaudis stil er repræsentant for den kunstneriske stilretning catalansk modernisme, der svarer til skønvirke (dansk) / Jugend (tysk) / art nouveau (fransk).
Gaudís bygninger er alle opført i og omkring Barcelona, og hans virke blev et centralt element i den nationale og kulturelle opblomstring i byen fra 1870'erne og fremad.
Gaudís arkitektur var præget af nærmest surrealistiske former. Hans værker var ikke populære under funktionalismen, men fik igen stigende opmærksomhed fra 1960'erne og frem. Mange af hans bygninger er i dag optaget på UNESCO's Verdensarvsliste.

## Biografi
Som barn var Gaudí plaget af gigt. Det gjorde det vanskeligt for ham at lege. I stedet brugte han tid på at iagttage og analysere naturen og dens opbygning.
Cornet var ikke specielt dygtig i skolen bortset fra i geometri, hvor han udviste store evner. Det skulle få stor betydning for hans virke. 
Som 19-årig søgte Antonio Gaudí Cornet ind på arkitektskolen. I første forsøg fik han afslag, men til den spanske kulturs glæde blev han optaget i anden omgang.
Cornet blev arkitekt i Barcelona i [1878 på trods af middelmådige karakterer. En af hans lærere udtalte ved hans afgang: "Jeg har enten fundet en vanvittig eller et geni."
Han gik i gang med at tegne bygninger og tegnede blandt andet en række rigmandshuse. Mange af hans værker blev latterliggjort i begyndelsen. Han fik en rig industrimand Eusebio Güell som mæcen, som satte ham i stand til at fortsætte sit arbejde. Efterhånden opnåede han større popularitet.
Ud over arkitekturen var Gaudí erklæret katolik og catalansk nationalist. Senere koncentrerede han sig om katolicismen i forbindelse med arbejdet med Sagrada Família, som gjorde, at han kaldes "Guds arkitekt". Han arbejdede med kirken i over 40 år. I de sidste år blev han – måske som følge af en række dødsfald blandt familie og venner – meget indadvendt. Samtidig blev Barcelona trængt økonomisk. Det forsinkede opførelsen af katedralen.

## Inspiration
Gaudí var inspireret af den catalanske nationale bevægelse, og symboler herfra optræder tit på hans bygninger. Samtidig var han påvirket af arkitekter og teoretikere som Viollet-le-Duc, John Ruskin og Richard Wagner, og hans arbejde kan også minde om den samtidige belgiske arkitekt Victor Hortas bygninger. Gaudí ønskede på én gang at genoplive den nationale catalanske udtryksform og samtidig skabe helt nye udtryksformer.

## Hovedværker
Gaudís første større værk var Casa Vicens (opført 1878-1885), en bygning i såvel maurisk som nygotisk stil med mørke mursten og stærkt kulørte fliser. Her optrådte også en hvælving med buer af udkragende teglsten ("catalansk hvælv"), der blev centralt i Gaudís senere arkitektur og blandt andet ses i kirken La Sagrada Familia.
Rigmanden og tekstilfabrikanten Eusebio Guëll var bygherren bag flere af Gaudís kendteste bygninger, således Palau Güell (opført 1885-1889), kapellet i havebyen Colonia Güell (1908) og parken Park Güell (opført 1903-1914). Parken bød på Gaudís karakteristiske bugtede, bølgende former, der også blev karakteristiske for etageejendommene Casa Batlló (opført 1905-07) og Casa Milá (opført 1905-10).

### Sagrada Familia
I 1883 overtog Gaudí arbejdet på det, der skulle blive hans mest kendte værk, selvom det langtfra var fuldført ved hans død: kirken Temple Expiatori de la Sagrada Família, normalt blot kendt som la Sagrada Familia ("den hellige familie"). Opførelsen af kirken var påbegyndt af arkitekten Francesc de Villar i 1882, men året efter blev ansvaret overdraget til Gaudí. Ligesom de store middelalderlige katedraler kom opførelsen af kirken til at strække sig over flere generationer. Gaudí gav kirken med de 107 meter høje tårne en særegen gotisk og organisk stil. Da han døde i 1926, var kun krypten, apsis og tværskibets Kristi fødsel-facade blevet færdiggjort. Byggeriet stod derpå ufærdigt i mange år. Selvom nogle mente, at det burde stå sådan til evig tid som et mindesmærke for arkitekten, blev opførelsen genoptaget i 1979 efter Gaudís oprindelige tegninger. I 2010 blev kirken indviet af pave Benedikt 16., men forventes først helt færdiggjort i 2026.

## Død og begravelse
7. juni 1926 blev Antoni Gaudí kørt over af en sporvogn. Da han så fattig ud, fik han ikke den nødvendige førstehjælp, men endte på et fattighospital. Her døde han få dage senere og blev begravet midt i sit ufuldendte mesterstykke Sagrada Família.

## Populærkultur
I 1987 udgav gruppen The Alan Parsons Project albummet Gaudi som en hyldest til arkitekten. Med på pladen er sangen "La Sagrada Familia".

## Gallerier
- Traditionel gotisk korsblomst genfortolket, et af de mest typiske træk ved Gaudís værker.
- Kirkeskibet i la Sagrada Familia med en  hyperboloid hvælving. Inspirationen fra naturen er taget fra et træ, da søjlen og forgreningerne symboliserer træer, der vokser op til taget.
- Indgangsport til Güell-pavillionerne.

| Studenterprojekter       | Studenterprojekter  | Studenterprojekter                   | Studenterprojekter                   |
| ------------------------ | ------------------- | ------------------------------------ | ------------------------------------ |
|                          |                     |                                      |                                      |
| Kirkegårdsindgang (1875) | Havnebygning (1876) | Springvand på Plaça Catalunya (1877) | Forsamlingssal på universitet (1877) |

| Tidlige værker som færdiguddannet arkitekt | Tidlige værker som færdiguddannet arkitekt | Tidlige værker som færdiguddannet arkitekt | Tidlige værker som færdiguddannet arkitekt |
| ------------------------------------------ | ------------------------------------------ | ------------------------------------------ | ------------------------------------------ |
|                                            |                                            |                                            |                                            |
| Lygtepæle                                  | Aviskiosk                                  | Udstillingsmontre                          | Giberts Apotek                             |

| Orientalistiske værker | Orientalistiske værker | Orientalistiske værker    | Orientalistiske værker | Orientalistiske værker        |
| ---------------------- | ---------------------- | ------------------------- | ---------------------- | ----------------------------- |
|                        |                        |                           |                        |                               |
| Casa Vicens (1883–88)  | El Capricho (1883–85)  | Güell Pavilions (1884–87) | Palau Güell (1886–88)  | Compañía Trasatlántica (1888) |

| Nygotiske værker          | Nygotiske værker        | Nygotiske værker | Nygotiske værker | Nygotiske værker  |
| ------------------------- | ----------------------- | ---------------- | ---------------- | ----------------- |
|                           |                         |                  |                  |                   |
| Colegio de las Teresianas | Bispepaladset i Astorga | Casa Botines     | Bodegues Güell   | Torre Bellesguard |

| Naturalistiske værker (1898–1900) | Naturalistiske værker (1898–1900) | Naturalistiske værker (1898–1900) | Naturalistiske værker (1898–1900) |
| --------------------------------- | --------------------------------- | --------------------------------- | --------------------------------- |
|                                   |                                   |                                   |                                   |
| Casa Calvet                       | Finca Miralles                    | Park Güell                        | Religiøst tableau i Montserrat    |